# Parc national de Pench (Madhya Pradesh)
Pour les articles homonymes, voir Parc national de Pench.
Le parc national de Pench (Pench National Park en anglais et पेंच राष्ट्रीय उद्यान en hindi) est situé dans l'État du Madhya Pradesh en Inde. Le parc s'étendant également au Maharashtra voisin, est un des divers sanctuaires faisant partie du programme Project Tiger mené par le gouvernement indien.
La réserve est localisée sur les versants méridionaux des monts Satpura, composé essentiellement de forêt de Teck. La rivière Pench est le principal cours d'eau de la région, formant une vallée dont une part est immergée par les eaux du réservoir d'un barrage.
C'est une importante destination touristique d'Inde centrale, accueillant chaque année de nombreux visiteurs venu faire des safaris en jeep ou à dos d'éléphant pour observer les tigres, qui y forme une des concentrations les plus importantes d'Inde.
Situé près de la ville de Seoni, il est souvent cité comme étant le cadre du célèbre recueil Le Livre de la jungle de Rudyard Kipling puisque le clan de loups qui accueille Mowgli s'appelle le clan de Seeonee.